# Budakeszi Arborétum
A Budakeszi Galambos Gáspár Erdészeti Arborétum hétvégén belépődíj ellenében szabadon látogatható, zárt erdészeti terület. Az arborétum területe az 1949-ben létrehozott Erdészeti Tudományos Intézet Kísérleti Telepének része volt. Nevét alapítója, Galambos Gáspár erdőmérnök után kapta.

## Terület és növényállomány
Budakeszi és Telki között található. A terület 1949-től az Erdészeti Tudományos Intézethez tartozott, ahol 1959-ben az arborétumot megalapították. 
1961-től 1979-ig a Buda-vidéki Állami Erdő- és Vadgazdaság helyi erdészete, majd tíz évig, központi egysége kezelte a gyűjteményt. 1989-től a Pilisi Parkerdő ZRt. helyi erdészetének a feladata. A telepített növényfajok nagyobb hányadát a Kámoni arborétum, kisebb részét a volt Természetvédelmi Hivatal irányította arborétumok, a Gödöllői arborétum, közparkok, illetve az erdőgazdaságok, kertészetek csere útján, vagy eladással biztosították. Az ültetés, a növények folyamatos ápolása az erdősítésekben alkalmazott módszerekkel történt.
Az első átfogó értékelés szerint, a tűlevelűek közül különösen a vörösfenyők, a jegenyefenyő-félék mutattak jó fejlődést. A lucfenyőfélék és a hosszútűs fenyőfélék közül számos fajta és változat fejlődött jobban az átlagosnál. A duglászok, a hamisciprus-félék, a borókák, többnyire igen jól fejlődtek, a tujafélék közül viszont csak egyesek, mint pl. a Thuja plicata volt ígéretes. A lomblevelű fák közül nem az exoták mutattak biztató fejlődést. A cserjéket a madárbirs-, a borbolya-, a galagonya-, a som- és az ezüstfafélék képviselték a jól fejlődők sorában, együtt az orgona-, a fagyal-, a gyöngyvessző- és a tűztövisfélékkel, loncokkal, gyöngyvirág- és mályvacserjékkel. Általában jelentősen visszamaradtak a savanyú talajt kedvelő, a fagytól, a szárazságtól szenvedő fajták.
Az arculatában kialakuló arborétum legfiatalabb részei 1979-1980-ban, nagyrészt saját termesztésű csemeték ültetésével születtek. Ugyancsak meghatározó a saját anyag szerepe az ebben az időszakban történt, a lucfenyő karácsonyfa termelést szolgáló részletek fokozatos átalakításában.
1978-ban az arborétum a Budai Tájvédelmi Körzet legdélebbi egységeként lett védett (ma fokozottan védett). 40 évvel az első értékelés után, a vörösfenyő egyedek és állományok továbbra is kiválóak, a jegenyefenyőknél a korábbiakhoz sorakozik a numidiai jegyenyefenyő, ígéretesek a kolorádó f. ‘Violaceae’-k. Nem becsülendők le a klíma, vagy a helyszűke miatt eddig lassan növekedő, de életképes, egyes példányait illetően máris impozáns cédrusok, mamutfenyők, gyantásciprusok (gyantáscédrusok), japánciprusok, hemlokfenyők sem. 
A lomblevelűek táborát gazdagítják az állományban nevelt szelídgesztenye fák, vagy a sártölgy és a babértölgy csoportok, hikori diók, a hosszútűs fenyők közül a korábban nem érdemesített sima- és selyemfenyő méretes példányai. Ugyanakkor, magról kelt simafenyő növekszik a gyérülő kocsányos tölgyek alatt. A duglászok között a ‘viridis’ egyes példányai sínylődnek, igaz, méretes nagyságban. A 2013-ban és 2014-ben tapasztalt hőségidőszakok, illetve megjelent károsítók, több más faj egyedeit is gyengítették,fertőzik (szelídgesztenyék,thuják), helyenként szembetűnő mértékben.

## Történet
Az arborétum 1959-es alapítása előtt a területen működött az Erdészeti Tudományos Intézet Kísérleti Telepe. Az arborétum az alapítást megelőző évtized erdészeti szakmai munkájából is őriz emlékeket. Az 1949-től a közelben működő Erdészeti Tudományos Intézet szakemberei, több tíz hektáros erdőtelepítést kezdeményeztek és kezeltek itt. Az első évek után a növényállományt gyorsan növő fafajokkal való vegyítéssel igyekeztek védeni a vadkároktól, illetve emiatt döntöttek a terület bekerítése mellett is.
A fiatal erdő az 1955-ben kezdeményezett kísérleti egzóta telepítési kutatási feladatoknak, később a településeket övező, közjóléti használattal érintett erdők alakjának kutatásához is megfelelő helyszínnek bizonyult. Így kezdődött az erdőtelepítés átalakítása erdőszerűen nevelt egzóta gyűjteménnyé.
Az arborétum alapítása történetének első szakasza kb. 1970-ig tartott, ekkor az alapító Galambos Gáspár vezetésével megtörtént a korábban telepített, 1060 növényfajtából álló állomány részletes értékelése.
Az arborétum legfiatalabb részei 1979-1980-ban, nagyrészt saját termesztésű csemeték ültetésével születtek. 
1978-ban az arborétum a Budai Tájvédelmi Körzet legdélebbi egységeként lett védett, mára pedig fokozottan védett területté nyilvánították.

## További olvasnivaló
- Látogatói információk a Pilisi Parkerdő honlapján
- Arborétumok Magyarországon